# Río Manzanares (Colombia)
El río Manzanares es un río que atraviesa Santa Marta, Colombia. Nace en la Sierra Nevada de Santa Marta a 2300 m s. n. m. y desemboca en el mar Caribe.

## Recorrido
Nace a 2300 m s. n. m., en la Estrella de San Lorenzo, donde también nacen los ríos Piedras y Gaira, que desemboca en el balneario samario de El Rodadero. De hecho, las cuencas de esos dos ríos delimitan por el norte y por el sur la del Manzanares.  
Junto con el Gaira, alimenta el Acueducto de Santa Marta. Cerca de la Quinta de San Pedro Alejandrino, ya en la ciudad, recibe las aguas de la quebrada Reparación. 
Desemboca en la playa Los Cocos, en la bahía de Santa Marta, entre las calles 29 y 30, algunos metros al sur de la marina de la ciudad. Su grado de contaminación es alto.